# Knipolegus sclateri
Knipolegus sclateri, "sclatersottyrann", är en fågelart i familjen tyranner inom ordningen tättingar. Den betraktas oftast som underart till flodsottyrann (Knipolegus orenocensis), men urskiljs sedan 2016 som egen art av Birdlife International och IUCN.
Fågeln förekommer i tropiska nordöstra Peru (Loreto) samt centrala Amazonområdet i Brasilien. Den kategoriseras av IUCN som livskraftig.